# شركة صروح العقارية
شركة صروح العقارية (ش.م.ع)، هي واحدة من أكبر شركات التطوير العقاري في دولة الإمارات العربية المتحدة. تأسست في 2003. يقع مقرها في أبوظبي. حاليا، فأن قيمة مشاريعها التي قيد التطوير تساوي أكثر من 70 مليار درهم (19 مليار دولار أمريكي). في يونيو 2013، اندمجت مع شركة الدار العقارية.

## وصلات خارجية
- موقع الشركة الرسمي